# Rhopalophora dyseidia
Rhopalophora dyseidia là một loài bọ cánh cứng trong họ Cerambycidae.